# Merremia maypurensis
Merremia maypurensis är en vindeväxtart som beskrevs av Hallier f. Merremia maypurensis ingår i släktet Merremia och familjen vindeväxter. Inga underarter finns listade i Catalogue of Life.